# Piłka nożna na Igrzyskach Luzofonii 2009
Wyniki zawodów piłkarskich rozegranych podczas 2. Igrzysk Luzofonii w stolicy Portugalii – Lizbonie. Większość meczów odbyła się na stadionie Estádio José Gomes w Amadorze, zaś sam turniej odbywał się w dniach 11-19 lipca 2009.

## Mężczyźni

### Tabela grupowa
| Poz. | Drużyna                            | Pkt | Mecze | W | R | P | G/+ | G/− | +/− |
| ---- | ---------------------------------- | --- | ----- | - | - | - | --- | --- | --- |
| 1    | Republika Zielonego Przylądka U-21 | 10  | 4     | 3 | 1 | 0 | 11  | 2   | 9   |
| 2    | Portugalia U-21                    | 9   | 4     | 3 | 0 | 1 | 13  | 3   | 10  |
| 3    | Angola U-21                        | 7   | 4     | 2 | 1 | 1 | 9   | 5   | 4   |
| 4    | Mozambik U-21                      | 3   | 4     | 1 | 0 | 3 | 3   | 9   | –6  |
| 5    | Indie U-21                         | 0   | 4     | 0 | 0 | 4 | 2   | 18  | –16 |

| 11 lipca 2009 11:00 WET | Indie U-21 | 0–2(0–1)Raport | Mozambik U-21 · 27', 67' Maninho | Estádio José Gomes, Amadora Sędzia: Luís Estrela |
|                         |            |                |                                  |                                                  |

| 11 lipca 2009 17:15 WET | Republika Zielonego Przylądka U-21 · Héldon 84' (k) | 1–0(0–0)Raport | Portugalia U-21 | Estádio José Gomes, Amadora Sędzia: Nuno Borba |
|                         |                                                     |                |                 |                                                |

| 12 lipca 2009 17:15 WET | Angola U-21 · Paty 21', 66' · Amâncio 41' · Mano 80' · Mocó 84' | 5–0(2–0)Raport | Mozambik U-21 | Estádio José Gomes, Amadora Sędzia: Nuno Afonso |
|                         |                                                                 |                |               |                                                 |

| 12 lipca 2009 20:15 WET | Republika Zielonego Przylądka U-21 · Dany 9', 89' · Fulganço Cardozo ' (sam.) · Héldon 19' (k.), 45', 62' · Valter 54' | 7–1(4–0)Raport | Indie U-21 · 90' Daniel Fernandes | Estádio José Gomes, Amadora Sędzia: José Quitério |
|                         | |                |                                   |                                                   |

| 14 lipca 2009 17:15 WET | Portugalia U-21 · Luís Martins 77' · Rui Pedro 90+5' | 2–00–0Raport | Mozambik U-21 | Estádio José Gomes, Amadora Sędzia: Pedro Ribeiro |
|                         |                                                      |              |               |                                                   |

| 14 lipca 2009 20:15 WET | Indie U-21 | 0–2Raport | Angola U-21 · 21' Lau · 85' Careca | Estádio José Gomes, Amadora Sędzia: Rogério Ribeiro |
|                         |            |           |                                    |                                                     |

| 16 lipca 2009 17:15 WET | Portugalia U-21 · Bura 1' · Bruno Matias 8', 45+1', 56' · Rui Pedro 11', 23' (k) · Adil Khan 21' (sam.) | 7–1(6–0)Raport 2 | Indie U-21 · 81l' Cajetan Fernandes | Estádio José Gomes, Amadora Sędzia: José Mavunza |
|                         | |                  |                                     |                                                  |

| 16 lipca 2009 20:15 WET | Republika Zielonego Przylądka U-21 · Héldon 25' | 1–1(1–1)Raport | Angola U-21 · 45' Miguel | Estádio José Gomes, Amadora Sędzia: Hélder Malheiro |
|                         |                                                 |                |                          |                                                     |

| 18 lipca 2009 16:45 WET | Republika Zielonego Przylądka U-21 · Gégé 26' · Rody 84' | 2–0(1–0)Raport | Mozambik U-21 | Estádio Nacional, Lizbona |
|                         |                                                          |                |               |                           |

| 18 lipca 2009 20:00 WET | Portugalia U-21 · Rui Fonte 44' · Bura 72' · André Santos 74' · Licá 80' | 4–1(1–1)Raport | Angola U-21 · 23' Amâncio | Estádio Nacional, Lizbona Sędzia: Hugo Guerreiro |
|                         |                                                                          |                |                           |                                                  |

## Tabela medalowa
| Poz. | Zespół                        | Gold | Silver | Bronze | Suma |
| 1    | Republika Zielonego Przylądka | 1    |        |        | 1    |
| 2    | Portugalia                    |      | 1      |        | 1    |
| 3    | Angola                        |      |        | 1      | 1    |
|      |                               | 1    | 1      | 1      | 3    |